# Internationales Jahr der Jugend 1985
Das Internationale Jahr der Jugend wurde 1985 von den Vereinten Nationen ausgerufen. Fokus wurde auf die „immer schlechter werdende Situation der Weltjugend“ im Alter von 15 bis 25 Jahren gelegt. Es war das erste von den Vereinten Nationen ausgerufene Internationale Jugendjahr.
In der Bundesrepublik Deutschland und der Deutschen Demokratischen Republik gab es in diesem Zusammenhang zahlreiche Veranstaltungen. Diskussionsgrundlage in West-Deutschland war die Shell Jugendstudie von 1985.
25 Jahre später folgte das Internationales Jahr der Jugend 2010/2011.